# Sibirskie Snajpiery Nowosybirsk
Sibirskie Snajpiery Nowosybirsk (ros. Сибирские Снайперы Новосибирск) – rosyjski klub hokeja na lodzie juniorów z siedzibą w Nowosybirsku.

## Historia
- Sibir 2 Nowosybirsk (-2009)
- Sibirskie Snajpiery Nowosybirsk (2009-)

Od 2009 drużyna występuje w rozgrywkach juniorskich MHL.
Zespół działa w strukturze klubu Sibir Nowosybirsk z seniorskich rozgrywek KHL.

## Szkoleniowcy
- Walerij Tripuzow (2009-2010)[5]
- Oleg Szułajew (2010-2011)[6]
- Andriej Jewstafjew (2011-2012)[7]
- Wiktor Łauchin (2012-2013)[8]
- Nikołaj Zawaruchin (2013-2014)[9]
- Andriej Jaufman (2014)[10]
- Nikołaj Zawaruchin (2015)[11][12]
- Jarosław Luzienkow (2015-2019)[13][14][15][16]
- Dmitrij Gogolew (2019-)[17][18]
- Lew Bierdiczewski (2022-)[19]

Asystentami w sztabie byli Władimir Antipin, Aleksiej Korszkow, Władimir Pierwuszyn.